# 九龍巴士T277線
九龍巴士T277線是香港一條新界市區特快巴士路線，由上水來往藍田站，途經粉嶺南、大老山隧道、九龍灣商貿區及觀塘商貿區。本線與T74及T270乃三條為紓緩港鐵東鐵綫繁忙時段擠迫情況而開辦的巴士路線之一。

## 簡介
由於運輸及房屋局於2014年所作的統計顯示，港鐵東鐵綫的載客率已達100%，表示東鐵綫客量已呈飽和狀態。故此，運輸署及九巴於同年7月底提出，由8月下旬起，於北區及大埔區以試辦形式開辦合共3條特快路線（T270、T271及T277線），希望吸引鐵路乘客改搭，以紓緩東鐵綫的擠迫情況。當中，此路線與T270線已率先於2014年8月25日投入服務。

### 歷史
- 2014年8月25日：路線投入服務，只限逢星期一至五由上水單向開出三班往藍田站，以試辦形式經營，為期四個月。
- 2015年9月5日：增設到站時間預報。[10]
- 2016年9月12日：增設星期一至五黃昏回程服務，由藍田站經觀塘碼頭、觀塘商貿區及九龍灣商貿區開往上水，於北區繞經華明、百和路、彩園路及馬會道（翠麗花園）。
- 2019年10月14日：來回程增加至四班車，上水開出分別是07:10、07:22、07:34、07:45，藍田站開出分別是17:10、17:45、18:00、18:15。[11]

## 服務時間及班次
- 星期一至五：
  - 上水開：07:10、07:22、07:34、07:45
  - 藍田站開：17:10、17:45、18:00、18:15

星期六、日及公眾假期不設服務

## 收費
全程：$17.3
| - 本線設有12歲以下小童及65歲或以上長者半價優惠。 - 65歲或以上香港居民使用「樂悠咭」，以及12歲以下合資格殘疾兒童使用「殘疾人士身份」個人八達通繳付車資，均可享有每程$2.0或半價（以較低者為準）的票價優惠；12至64歲合資格殘疾人士使用「殘疾人士身份」個人八達通（包括「樂悠咭」），以及60至64歲香港居民使用「樂悠咭」繳付車資，均可享有每程$2.0或全費（以較低者為準）的票價優惠。 - 65歲或以上長者如使用長者或一般個人八達通繳付車資，則只可享有半價優惠；12至64歲合資格殘疾人士如不使用「殘疾人士身份」個人八達通，以及60至64歲人士如不使用「樂悠咭」繳付車資，必須繳付全費。 - 乘客可以現金或八達通於上車時付款，不設找續。 - 每位成人乘客可免費攜帶最多兩名4歲以下而不佔座位的兒童乘客乘車，超額之4歲以下小童必須繳付小童車費乘車。 - 持有「九巴月票」之乘客在車票有效期內，每日可享最多10程任何九龍巴士及龍運巴士路線（包括本路線，以及聯營路線的九龍巴士／龍運巴士提供的班次；惟乘搭機場「A」及「NA」線則可享原價二七折優惠（不會計算每天10次合資格車程））；而B1線則每日可享最多各2程（不會計算每天10次合資格車程）。 - 九龍巴士、城巴、龍運巴士及陽光巴士全職員工及家屬（不包括外判職員）可免費乘搭本路線，惟必須拍職員或職員家屬八達通。 - 乘客亦可透過多元化電子支付系統（e度嘟）繳付車資，包括使用非接觸式VISA卡、JCB卡、萬事達卡、銀聯卡、美國運通、大來國際、Discover Card、Apple Pay、Google Pay、Samsung Pay、AlipayHK「易乘碼」、支付寶、WeChatHK／微信支付「搭車碼」、銀聯雲閃付「乘車碼」及BOC Pay「乘車碼」。乘客使用此付款方式，使用此支付方式的乘客可享有中途下車之分段收費，以及與其他九巴／龍運獨營路線或聯營線九巴／龍運班次之轉乘優惠，惟不適用於與非九巴／龍運路線之轉乘優惠，亦不能享有「公共交通費用補貼計劃」及「長者及合資格殘疾人士公共交通票價優惠計劃」。 |

### 八達通轉乘優惠
乘客登上本線後150分鐘內以同一張八達通卡轉乘以下路線，或從以下路線登車後150分鐘內以同一張八達通卡轉乘本線，次程可獲車資折扣優惠：
- 73K、78K、79K往上水 → T277往藍田站，次程可獲$4.2折扣優惠
- 70K或273A往華明 → T277往藍田站，次程可獲$4.3（由273A轉乘）／$4.9（由70K轉乘）折扣優惠
- 273B往上水鐵路站 → T277往藍田站，次程可獲$3.5折扣優惠
- 任何九巴大老山隧道非過海路線 → T277往藍田站，次程可獲$4.2折扣優惠
- T277往藍田站 → 任何九巴大老山隧道非過海路線，次程車資全免

## 使用車輛
本線現時用車包括1輛富豪B9TL 12米（AVBWU）及3輛亞歷山大丹尼士Enviro 500 MMC 12米（ATENU）巴士，均屬上水車廠。
| 車隊編號 | 車牌   |
| -------- | ------ |
| ATENU279 | SR9566 |
| ATENU281 | SR9795 |
| AVBWU320 | SR9013 |
| ATENU935 | TZ5575 |

## 行車路線
上水開經：龍運街、新運路、支路、掃管埔路、百和路、粉嶺公路、吐露港公路、大老山公路、大老山隧道、太子道東、觀塘道、偉業街、天橋、啟祥道、宏照道、常悅道、常怡道、宏照道、海濱道、順業街、偉業街、觀塘碼頭通道、觀塘碼頭巴士總站、偉業街、敬業街、成業街、茶果嶺道、鯉魚門道、觀塘道、迴旋處、觀塘道及鯉魚門道。
藍田站開經：鯉魚門道、迴旋處、鯉魚門道、偉發道、偉業街、觀塘碼頭通道、觀塘碼頭巴士總站、偉業街、勵業街、海濱道、宏照道、啟祥道、偉業街、觀塘道、天橋、龍翔道、大老山隧道、大老山公路、吐露港公路、粉嶺公路、百和路、華明路、雷鳴路、華明巴士總站、雷鳴路、偉明街、百和路、彩園路、寶石湖路、馬會道、龍琛路、龍運街及新運路。

### 沿線車站

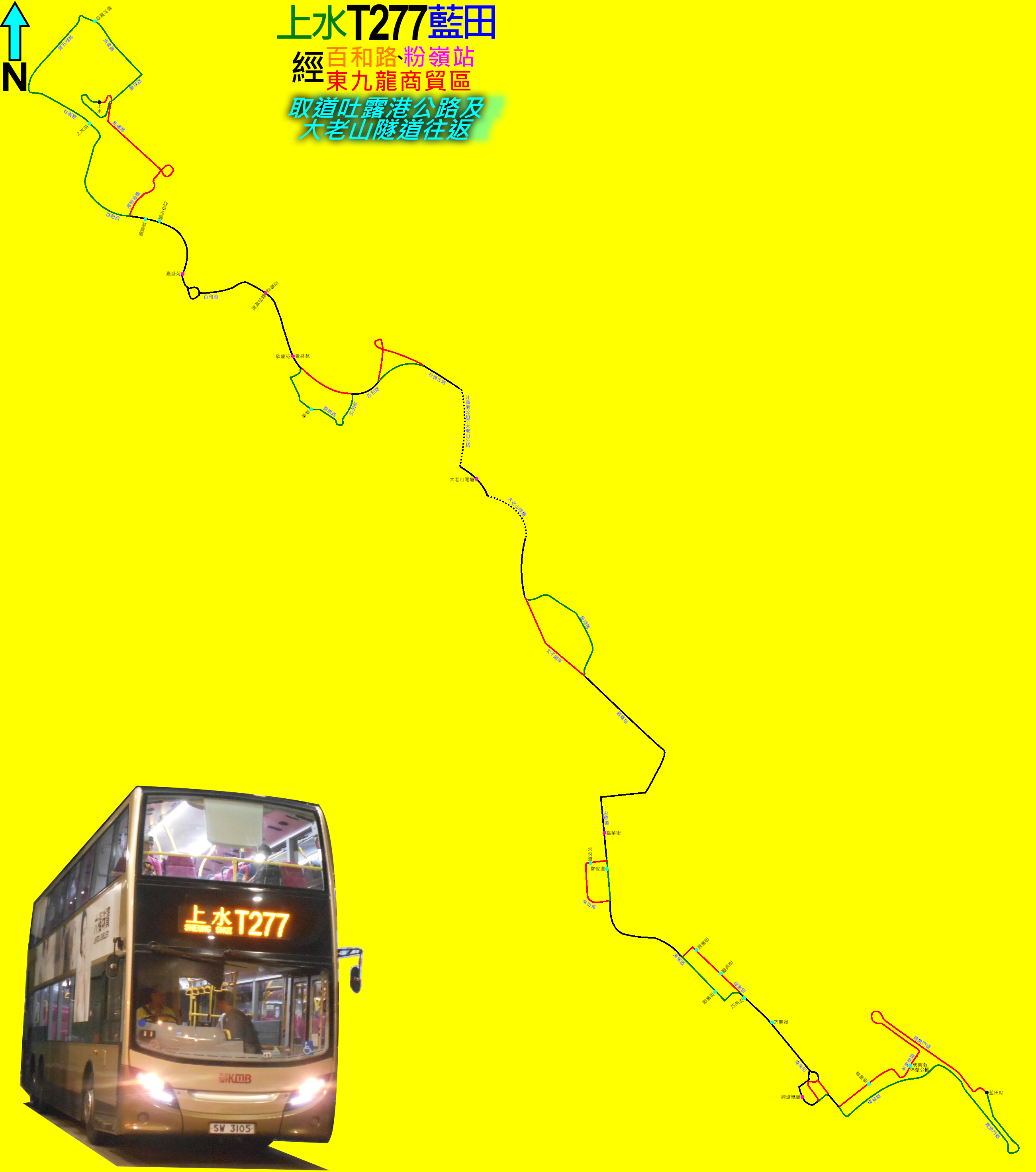
T277線的走線圖

| 上水開 | 上水開                         | 上水開                         | 藍田站開 | 藍田站開                         | 藍田站開                         |
| 序號   | 車站名稱                       | 位置                           | 序號     | 車站名稱                         | 位置                             |
| ------ | ------------------------------ | ------------------------------ | -------- | -------------------------------- | -------------------------------- |
| 1      | 上水轉車站－上水巴士總站（A3） | 上水轉車站－上水巴士總站（A3） | 1        | 藍田站巴士總站                   | 藍田公共運輸交匯處               |
| 2      | 欣翠花園                       | 百和路                         | 2        | 觀塘碼頭                         | 觀塘碼頭巴士總站                 |
| 3      | 嘉盛苑                         | 百和路                         | 3        | 巧明街                           | 偉業街                           |
| 4      | 粉嶺站轉車站－粉嶺站（D1）     | 百和路                         | 4        | 勵業街                           | 海濱道                           |
| 5      | 景盛苑                         | 百和路                         | 5        | 常悅道                           | 宏照道                           |
| 6      | 大老山隧道（A2）               | 大老山隧道收費廣場             | 6        | 臨華街                           | 宏照道                           |
| 7      | 臨華街                         | 宏照道                         | 7        | 大老山隧道（B1）                 | 大老山隧道收費廣場               |
| 8      | 常悅道                         | 常悅道                         | 8        | 粉嶺站轉車站－華明巴士總站（C2） | 粉嶺站轉車站－華明巴士總站（C2） |
| 9      | 順業街                         | 偉業街                         | 9        | 欣盛苑                           | 百和路                           |
| 10     | 勵業街                         | 偉業街                         | 10       | 粉嶺站轉車站－蓬瀛仙館（D2）     | 百和路                           |
| 11     | 巧明街                         | 偉業街                         | 11       | 嘉盛苑                           | 百和路                           |
| 12     | 觀塘碼頭                       | 觀塘碼頭巴士總站               | 12       | 華慧園                           | 百和路                           |
| 13     | 敬業街                         | 敬業街                         | 13       | 吳屋村                           | 百和路                           |
| 14     | 成業街休憩公園                 | 茶果嶺道                       | 14       | 上水轉車站－上水站（C1）         | 彩園路                           |
| 15     | 藍田站巴士總站                 | 藍田公共運輸交匯處             | 15       | 翠麗花園                         | 馬會道                           |
|        |                                |                                | 16       | 上水轉車站－上水巴士總站（A4）   | 上水轉車站－上水巴士總站（A4）   |

## 客量
此路線深入九龍灣商貿區及觀塘商貿區，為乘客節省了乘搭接駁巴士或步行時間。加上277E與277X線並不途經百和路中段一帶屋苑（包括欣翠花園和嘉盛苑等），而途經的277P線則需繞經新蒲崗一帶，在觀塘區則途經觀塘道，令此路線成功吸納不少居民乘搭。巴士往往離開粉嶺站分站時已經頂閘，景盛苑的乘客無法登車。

## 外部連結
- 九巴T277線官方網站路線資料